# 20286 Michta
20286 Michta è un asteroide della fascia principale. Scoperto nel 1998, presenta un'orbita caratterizzata da un semiasse maggiore pari a 2,3574794 UA e da un'eccentricità di 0,0686786, inclinata di 6,85951° rispetto all'eclittica.